# Diskografija Ivane Banfić
Diskografija Ivane Banfić obuhvaća devet studijskih albuma, jednu kompilaciju i četiri EP-a.

## Studijski albumi
| Godina                                                                               | Album                                                                                             | Najviša pozicija | Najviša pozicija | Najviša pozicija | Certifikacije |
| Godina                                                                               | Album                                                                                             | HR               | SL               | SR               | Certifikacije |
| ------------------------------------------------------------------------------------ | ------------------------------------------------------------------------------------------------- | ---------------- | ---------------- | ---------------- | ------------- |
| 1990.                                                                                | Vozi me polako - izdan: 1990. - producentska kuća: Suzy - formati: LP, kazeta                     | –                | –                | –                |               |
| 1994.                                                                                | Istinite priče vol 1. - izdan: 1994. - producentska kuća: InterService - formati: CD, kazeta      | –                | –                | –                |               |
| 1995.                                                                                | Mala škola ABC - izdan: 1995. - producentska kuća: Croatia Records - formati: CD, kazeta          | –                | –                | –                |               |
| 1996.                                                                                | Bogovi su pali na tjeme - izdan: 1996. - producentska kuća: Croatia Records - formati: CD, kazeta | –                | –                | –                |               |
| 1998.                                                                                | Kalypso - izdan: 1998. - producentska kuća: Menart - formati: CD, kazeta                          | –                | –                | –                |               |
| 1999.                                                                                | Žena devedesetih - izdan: 1999. - producentska kuća: Menart - formati: CD, kazeta                 | –                | –                | –                |               |
| 2001.                                                                                | Ona zna - izdan: 2001. - producentska kuća: Menart - formati: CD, kazeta                          | –                | –                | –                |               |
| 2004.                                                                                | Glamour - izdan: 2004. - producentska kuća: Menart - formati: CD, kazeta                          | –                | –                | –                |               |
| 2006.                                                                                | Vjerujem - izdan: 2006. - producentska kuća: Dallas Records - formati: CD, digital download       | 7                | –                | –                |               |
| "–" znači da album nije izdan u toj državi ili nije dosegao mjesto na top ljestvici. |                                                                                                   |                  |                  |                  |               |

## Kompilacijski albumi
| Godina                                                                               | Album                                                                                   | Najviša pozicija | Najviša pozicija | Najviša pozicija | Certifikacije |
| Godina                                                                               | Album                                                                                   | HR               | SL               | SR               | Certifikacije |
| ------------------------------------------------------------------------------------ | --------------------------------------------------------------------------------------- | ---------------- | ---------------- | ---------------- | ------------- |
| 2005.                                                                                | Collection - izdan: 2005. - producentska kuća: Menart - formati: CD, digitalni download | –                | –                | –                |               |
| "–" znači da album nije izdan u toj državi ili nije dosegao mjesto na top ljestvici. |                                                                                         |                  |                  |                  |               |

## EP
| Godina                                                                               | Album                                                                         | Najviša pozicija | Najviša pozicija | Najviša pozicija | Certifikacije |
| Godina                                                                               | Album                                                                         | HR               | SL               | SR               | Certifikacije |
| ------------------------------------------------------------------------------------ | ----------------------------------------------------------------------------- | ---------------- | ---------------- | ---------------- | ------------- |
| 1993.                                                                                | Ne pitaj za mene - izdan: 1993. - producentska kuća: HRT, Orfej - formati: LP | –                | –                | –                |               |
| 1996.                                                                                | Šumica 2 - izdan: 1996. - producentska kuća: I Bee Team - formati: CD         | –                | –                | –                |               |
| 1996.                                                                                | Ja nisam ta - izdan: 1996. - producentska kuća: I Bee Team - formati: CD      | –                | –                | –                |               |
| 1997.                                                                                | 'Ko bi Doli - izdan: 1996. - producentska kuća: Croatia Records - formati: CD | –                | –                | –                |               |
| "–" znači da album nije izdan u toj državi ili nije dosegao mjesto na top ljestvici. |                                                                               |                  |                  |                  |               |

## Ljestvice slušanosti
| godina | naslov                                       | najbolja pozicija | album                   |
| godina | naslov                                       | HR                | album                   |
| ------ | -------------------------------------------- | ----------------- | ----------------------- |
| 1990.  | Dođi                                         | –                 | Vozi me polako          |
| 1991.  | Daj povedi me                                | –                 | Vozi me polako          |
| 1994.  | Ti si bolji                                  | 1.                | Istinite priče vol 1.   |
| 1994.  | Šumica                                       | 1.                | Istinite priče vol 1.   |
| 1995.  | Cigareta                                     | –                 | Mala škola ABC          |
| 1995.  | Šumica 2                                     | –                 | Mala škola ABC          |
| 1996.  | Dream                                        | –                 | Bogovi su pali na tjeme |
| 1996.  | Nag (s Dinom Dvornikom)                      | –                 | Bogovi su pali na tjeme |
| 1996.  | Ja nisam ta                                  | –                 | Bogovi su pali na tjeme |
| 1996.  | Fatamorganaurokana                           | –                 | Bogovi su pali na tjeme |
| 1998.  | 'Ko bi doli                                  | 1.                | Kalypso                 |
| 1998.  | Navigator                                    | 10.               | Kalypso                 |
| 1999.  | Imam te                                      | 1.                | Žena devedesetih        |
| 1999.  | Sad                                          | 1.                | Žena devedesetih        |
| 2000.  | Žena devedesetih                             | 6.                | Žena devedesetih        |
| 2000.  | Ne mazi me k'o on                            | 5.                | Žena devedesetih        |
| 2000.  | Godinama (s Dinom Merlinom)                  | 1.                | Ona zna                 |
| 2001.  | Žena zna                                     | 5.                | Ona zna                 |
| 2001.  | Predaleko                                    | 4.                | Ona zna                 |
| 2003.  | Nema veze zlato                              | 12.               | Glamour                 |
| 2003.  | Navodno (s Hari Mata Harijem)                | 4.                | Glamour                 |
| 2003.  | Lav u srcu                                   |                   | Glamour                 |
| 2004.  | Otisak prsta                                 | 1.                | Singl                   |
| 2004.  | Ljubav trebam svaki dan (s Goranom Karanom)  |                   | Singl                   |
| 2006.  | Vjerujem                                     | 1.                | Vjerujem                |
| 2007.  | To je vrijedilo čekati (s Tonyjem Cetinskim) | 3.                | Singl                   |
| 2010.  | Vampir                                       | –                 | Singl                   |
| 2011.  | Zovi me Erika                                | –                 | Singl                   |
| 2011.  | Budi svoja                                   | –                 | Singl                   |
| 2013.  | Zlatno pravilo                               | 22.               | Zlatno pravilo          |
| 2013.  | Izgužvana svila                              | 10.               | Zlatno pravilo          |
| 2014.  | Na Jadran (s Mineom i Ellom)                 | –                 | Singl                   |
| 2017.  | 300 km/h (s Mario Rucner Project)            | –                 | Singl                   |
| 2019.  | Vrati me u disco                             | 9.                | Singl                   |
| 2020.  | Celebrity                                    | –                 | Singl                   |